# Воропаев, Василий Николаевич
Василий Николаевич Воропаев (1913—1981) — гвардии майор Советской Армии, участник боёв на Халхин-Голе и Великой Отечественной войны, Герой Советского Союза (1944).

## Биография
Василий Воропаев родился 1 января 1913 года в Севастополе в рабочей семье. Окончил шесть классов школы. В 1934 году Воропаев был призван на службу в Рабоче-крестьянскую Красную Армию. В 1936 году он окончил Ворошиловградскую школу пилотов, после чего служил в 250-м тяжёлом бомбардировочном авиаполку, летал на «ТБ-3». В 1939 году участвовал в боях на Халхин-Голе. 25 июня 1941 года полк Воропаева начал передислокацию на запад СССР и к 9 июля сосредоточился в районе Ворошиловграда. С 3 августа 1941 года Воропаев принимал активное участие в боевых действиях. Участвовал в доставке грузов окружённым армиям Юго-Западного фронта, бомбардировке важных целей во вражеском тылу. С 16 апреля 1942 года полк Воропаева входил в состав АДД СССР. Участвовал в Сталинградской битве.
К началу 1944 года командир отряда 4-го гвардейского авиаполка дальнего действия, 9-й гвардейской авиадивизии дальнего действия, 6-го авиакорпуса дальнего действия гвардии капитан Василий Воропаев совершил 260 ночных боевых вылетов на бомбардировку стратегических объектов противника в его тылу, скоплений его боевой техники и живой силы.
Указом Президиума Верховного Совета СССР от 13 марта 1944 года за «образцовое выполнение боевых заданий командования на фронте борьбы с немецкими захватчиками и проявленные при этом мужество и героизм» гвардии капитан Василий Воропаев был удостоен высокого звания Героя Советского Союза с вручением ордена Ленина и медали «Золотая Звезда» за номером 3374.
В конце войны Воропаев участвовал в бомбардировках Берлина. Всего же за время войны он совершил 295 боевых вылетов. После окончания войны он продолжал службу в Советской Армии. В 1953 году в звании майора Воропаев был уволен в запас. Проживал в Виннице. Скончался 16 декабря 1981 года, похоронен на Центральном кладбище Винницы.
Был также награждён орденами Красного Знамени, Отечественной войны 1-й степени, двумя орденами Красной Звезды, а также рядом медалей.